# Белла, Марк
Марк Белла (итал. Marc Bella; род.7 октября 1961 года в Турине, Италия) — французский конькобежец, специализирующаяся в шорт-треке. Участвовал в Олимпийских играх 1988 и 1992 годов. Чемпион мира на дистанции 500 метров и бронзовый призёр в абсолютном зачёте 1980 года. 11-ти кратный чемпион Франции с 1980 по 1985 год и с 1988 по 1991 года. Рекордсмен мира на дистанциях 550 и 1000 метров и более ста раз рекордсмен Франции на всех дистанциях.

## Спортивная карьера
Марк Белла урождённый итальянец, выступал за сборную Франции с 19 лет. На чемпионате мира в Милане он выиграл свою первую и единственную золотую медаль на дистанции 500 метров, оставив позади канадского лидера Гаэтана Буше. И в многоборье оказался на третьем месте. С 1981 года и по 1988 год Белла не смог добиться высоких результатов, лучшее место он занял с партнёрами в эстафете 1987 года на чемпионате мира в Монреале, где было 5-е место. На Олимпийских играх 1988 года в Калгари, на котором шорт-трек был демонстрационным видом спорта, Белла выступал на всех дистанциях, но лучшее выступление было на дистанции 1000 метров, где он занял третье место, проиграл только англичанину Уилфу О’Рейли и хозяину игр Мишелю Деньо. В эстафетной команде он был пятым в Солихалле и восьмым в многоборье. В 1992 году на Олимпиаде в Альбервилле на дистанции 1000 метров остался 18-м, а в эстафете занял 5 место. В том же году через месяц на чемпионате мира в Денвере вместе с партнёрами выиграл бронзу в эстафете.

## Карьера тренера
В 1994 году он завершил карьеру спортсмена и стал тренером в национальной сборной Франции. Служил в национальной полиции Франции до самой пенсии. Был одним из создателей бригады на роликовых коньках французской национальной полиции. В 58 лет выдвинул свою кандидатуру на пост президента федерации ледового спорта Франции.

## Награды
- Золотая медаль молодёжи и спорта.